# Gaetano Moroni

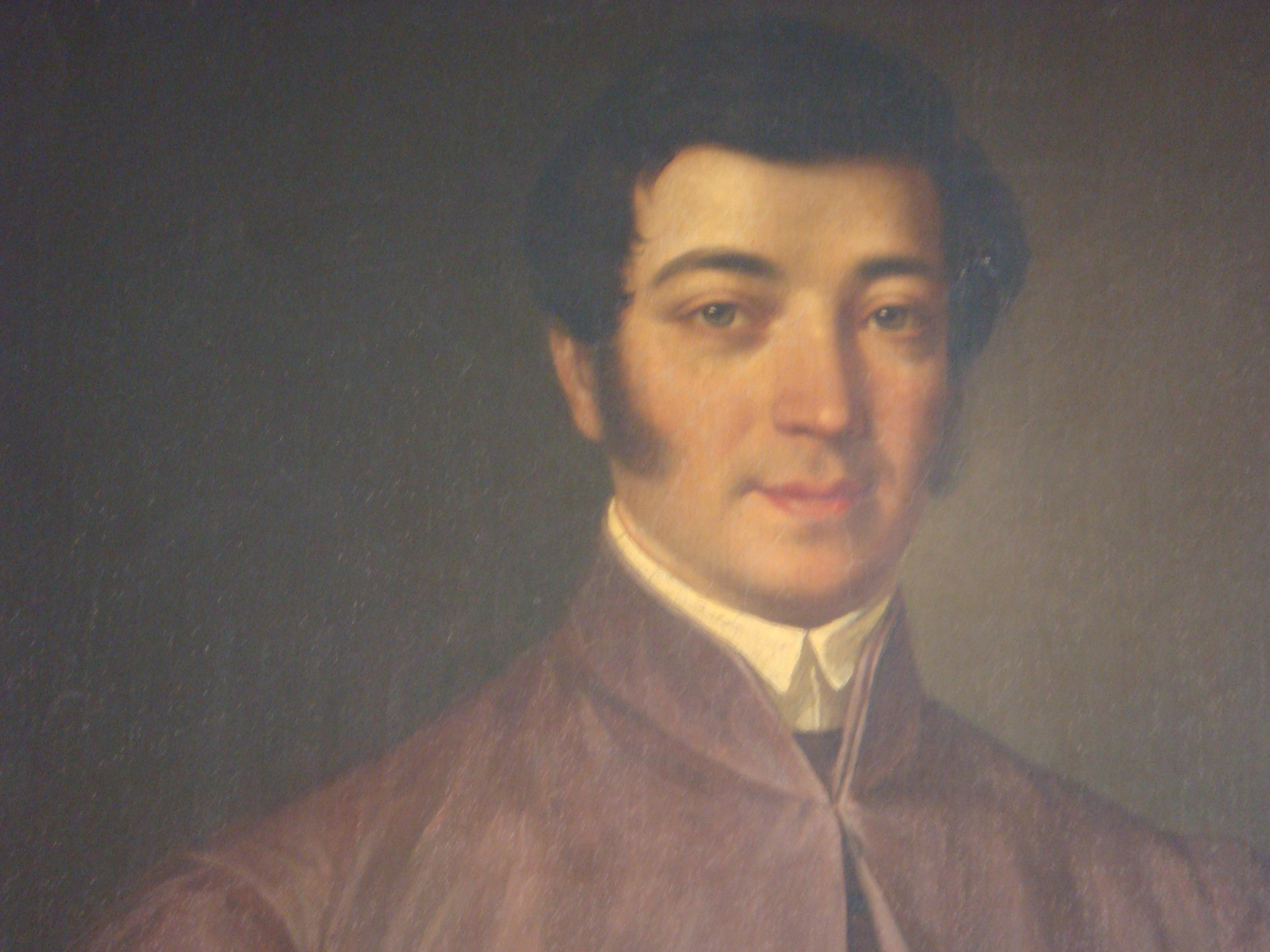
Gaetano Moroni, Porträt von Jan Ksawery Kaniewski

Gaetano Moroni (* 17. Oktober 1802 in Rom; † 3. November 1883 ebenda) war ein italienischer Bibliograf, päpstlicher Würdenträger, Bibliophiler, Autor und Gelehrter, Verfasser des bekannten Lexikons Dizionario di erudizione storico-ecclesiastica.

## Biografie
Moroni wurde in einer bescheidenen Familie geboren und besuchte die Grundschule bei den Schulbrüdern. Nach der Grundschule konnte er seine Studien dank der Hilfe des Kamaldulenserabtes Mauro von San Gregorio al Celio, des späteren Papstes Gregor XVI., eines regelmäßigen Kunden seines Vaters, fortsetzen. Nachdem Cappellari zum Kardinal ernannt worden war (1825), wurde Gaetano Moroni sein Leibdiener. Sein Interesse an wissenschaftlichen Studien entstand nach der von Kardinal Cappellari, Präfekt der Propaganda Fide, übertragenen Aufgabe der Erstellung eines allgemeinen systematischen Verzeichnisse  des Propagandaarchivs. Bei dieser Gelegenheit begann er mit der Zusammenstellung eines persönlichen Repertoriums von Notizen aus der Lektüre von Büchern und Archivdokumenten. Moroni übte auch die Funktion des Sekretärs anlässlich der Wahlen von Pius VIII. (1829) und von Gregor XVI. (1830) aus. Die Erfahrung als Konklavist wurde von Moroni in einem Giornale storico-politico-cerimoniale della sede vacante e conclave aufgezeichnet, blieb jedoch unveröffentlicht.
Er wurde der erste Kammerdiener seiner Heiligkeit von Gregor XVI. und zeigte eine außerordentliche Arbeitsleistung, wie die mehr als hunderttausend Briefe, die während des Pontifikats von Gregor XVI. geschrieben wurden, sowie die historischen und gelehrten Werke, die für das Amt verfasst wurden, belegen. Bibliophil sammelte er eine umfangreiche Bibliothek, die unter anderem eine Sammlung römischer Stiche von Giovanni Battista Piranesi in 21 Bänden aus der Privatbibliothek Gregors XVI. umfasste, die nach Moronis Tod an einen amerikanischen Sammler verkauft und 1982 der Bibliothek der jesuitischen Georgetown University gestiftet wurde.
Nach dem Tod von Gregor XVI. im Jahr 1846 setzt Gaetano Moroni seine Tätigkeit bei Papst Pius IX. fort, der ihn zum zweiten Aiutante di Camera ernannte. 1849 zog er sich 1849 ins Privatleben zurück und widmete sich seinen Studien und vor allem der Vollendung des größten Werkes kirchlicher Bildung, das je in Italien konzipiert wurde: die 103 Bände des Dizionario di erudizione storico-ecclesiastica (1840–1861) plus die 6 Bände des Index (1878–1879). Obwohl das Werk bereits als veraltet gilt, stellt es immer noch eine außerordentliche Quelle von Daten dar, die sonst nicht auffindbar sind. Das Lexikon wurde vor allem nach dem Tod von Gregor XVI. fertiggestellt. Das Werk ist vollständig von Moroni verfasst, der ihm ohne Mitarbeiter 16 Stunden Arbeit pro Tag widmete. In vielerlei Hinsicht erinnert die intensive Tätigkeit von Gaetano Moroni an die von Francesco Cancellieri, als dessen Schüler sich Moroni bekannte.
Obwohl er die Wertschätzung und Freundschaft von Geistlichen und Gelehrten wie z. B. Kardinal Wiseman und Antonio Rosmini genoss, war Gaetano Moroni als Mitarbeiter von Gregor XVI. oft Gegenstand von Pasquinaten. Giuseppe Gioachino Belli widmete Ghitanino zahlreiche Sonette, in denen er auf seine bescheidene Herkunft verwies, da er seinem Vater als Junge im Barbierladen geholfen hatte und andeutete, dass die päpstlichen Gunstbezeugungen tatsächlich dank seiner Frau erlangt wurden. Die Stadt Rom benannte eine Straße im Quartiere Nomentano nach ihm (nicht zu verwechseln mit Vicolo Moroni in Trastevere). Sein Leben, das voller Auszeichnungen und Ehrungen war, wurde durch den vorzeitigen Tod des einzigen männlichen Nachkommen, dem er zu Ehren des Papstes den Namen Gregorio gegeben hatte, zutiefst getrübt.

## Werke
- Cenni cronologici sul sommo pontefice Gregorio XVI. Tipografia Emiliana, Venedig 1837 (italienisch).
- Le cappelle pontificie cardinalizie e prelatizie. Tipografia Emiliana, Venedig 1841 (italienisch).
- Dizionario di erudizione storico-ecclesiastica da San Pietro ai nostri giorni, specialmente intorno ai principali santi, beati, martiri, padri, ai sommi pontefici, cardinali e più celebri scrittori ecclesiastici, ai varii gradi della gerarchia della chiesa cattolica, alle città patriarcali, arcivescovili e vescovili, agli scismi, alle eresie, ai concilii, alle feste più solenni, ai riti, alle cerimonie sacre, alle cappelle papali, cardinalizie e prelatizie, agli ordini religiosi, militari, equestri ed ospitalieri, non che alla corte e curia romana ed alla famiglia pontificia, ec. ec. ec., compilato da Gaetano Moroni Romano primo aiutante di camera di Sua Santità. Tipografia Emiliana, Venedig (italienisch, 1840-1879).
- Sanseverino: città vescovile dello Stato Pontificio. Tipografia Emiliana, Venedig 1856 (italienisch).
- Risposta all'autore delle Notizie storiche della Chiesa di Verona intorno alla verità delle sacre reliquie de santi Fermo, Rustico, e Procolo, che conservansi nella chiesa cattedrale della città di Bergamo. Fratelli Rossi, Bergamo 1849 (italienisch).
- Delle pontificie funzioni della settimana santa e del solenne pontificale di Pasqua, descrizione di Gaetano Moron. Tipografia Emiliana, Venedig 1842 (italienisch).
- Le cappelle pontificie cardinalizie e prelatizie: opera storico-liturgica, di Gaetano Moroni romano, primo aiutante di camera di Sua Santità Gregorio XVI. Tipografia Emiliana, Venedig 1841 (italienisch).